# Clément Perron
Pour les articles homonymes, voir Perron.
Clément Perron est un scénariste, réalisateur, producteur et monteur québécois né le 3 juillet 1929 à East Broughton, Québec. Il est décédé le 12 octobre 1999 à Pointe-Claire, Québec.

## Biographie
Clément Perron est né à East Broughton le 3 juillet 1929.  Il fait son cours classique chez les Jésuites avant d'obtenir une licence en lettres-philosophie à l'université Laval.  Il séjourne ensuite en France.  Là, il poursuit des études littéraires à la Sorbonne et des études en cinéma à l'Institut de filmologie.  À son retour au Québec, en 1957, il commence à travailler à l'Office national du film du Canada en tant que scénariste.  Il passe à la réalisation de courts-métrages documentaires en 1960.  En 1962, son film Jour après jour, documentaire sur le quotidien des travailleurs d'usines papetières, reçoit plusieurs trophées dont deux prix Génie et un prix du président du Midwest Film Festival (en) de Chicago.
En 1967, avec Georges Dufaux, il écrit et réalise C'est pas la faute à Jacques Cartier, une satire burlesque de la société québécoise.  Au début des années 1970, il scénarise le film Mon oncle Antoine.  Ce film, réalisé par Claude Jutra, est une des œuvres majeures de la cinématographie québécoise et canadienne et vaut à Perron de remporter deux prix, l'un au Palmarès du film Canadien de 1971, l'autre au 7e festival international du film de Chicago.  Perron enchaine avec le drame social Taureau, le premier long-métrage dont il est à la fois scénariste et réalisateur.  Film sur l'intolérance au sein d'une communauté rurale, le film reçoit une critique mitigée.  Son film suivant, Partis pour la gloire, portant sur la conscription, est nettement mieux accueilli.

## Filmographie

### comme scénariste
- 1958 : Une île du St-Laurent de Raymond Garceau
- 1959 : L'Immigré
- 1959 : Il faut qu'une bibliothèque soit ouverte ou fermée
- 1959 : Correlieu
- 1960 : Georges-P. Vanier : soldat, diplomate, gouverneur général
- 1960 : Collèges classiques in Quebec
- 1962 : Jour après jour
- 1962 : Les Bacheliers de la cinquième
- 1964 : Caroline
- 1968 : C'est pas la faute à Jacques Cartier
- 1971 : Stop
- 1971 : Mon oncle Antoine (film)
- 1973 : Taureau
- 1974 : Notes sur la contestation
- 1975 : Partis pour la gloire
- 1981 : La Surditude
- 1982 : Un fait d'hiver (TV)
- 1985 : Le Vieillard et l'enfant
- 1985 : Métallo Blues

### comme réalisateur
- 1960 : Georges-P. Vanier : soldat, diplomate, gouverneur général
- 1961 : Crossbreeding for Profit
- 1962 : Loisirs
- 1962 : Jour après jour
- 1962 : Les Bacheliers de la cinquième
- 1963 : Marie-Victorin
- 1964 : Caroline
- 1965 : Bonjour Toronto!
- 1967 : Cinéma et réalité
- 1968 : C'est pas la faute à Jacques Cartier
- 1973 : Taureau
- 1975 : Partis pour la gloire
- 1981 : Fermont, P.Q.

### comme producteur
- 1967 : Freedom Africa
- 1967 : The Canadian Pavilion, Expo 67
- 1968 : Étude en 21 points
- 1968 : Les Acadiens de la dispersion
- 1968 : Kid Sentiment
- 1969 : Vertige
- 1969 : Jusqu'au cœur
- 1969 : Mon amie Pierrette

### comme monteur
- 1968 : C'est pas la faute à Jacques Cartier